# Gran Premio di superbike di Magny-Cours 2019
Il Gran Premio di superbike di Magny-Cours 2019 è stato l'undicesima prova su tredici del campionato mondiale Superbike 2019, disputato il 28 ed il 29 settembre sul circuito di Nevers Magny-Cours, in gara 1 ha visto la vittoria di Toprak Razgatlıoğlu davanti a Jonathan Rea e Tom Sykes, la gara Superpole è stata vinta da Toprak Razgatlıoğlu davanti a Jonathan Rea e Michael van der Mark, Jonathan Rea si è imposto in gara 2, davanti a Michael van der Mark e Alex Lowes.
Con questi risultati il britannico Jonathan Rea ha ottenuto la certezza matematica dell'ottenimento del titolo iridato con due gare di anticipo sul termine della stagione; per il pilota si tratta del quinto titolo consecutivo della categoria.
La vittoria nella gara valevole per il campionato mondiale Supersport 2019 è stata ottenuta da Lucas Mahias, mentre la gara del campionato mondiale Supersport 300 2019 è stata vinta da Ana Carrasco.

## Risultati

### Gara 1

#### Arrivati al traguardo
| Pos. | Nº | Pilota                | Squadra                  | Motocicletta         | Giri | Tempo     | Griglia | Punti |
| ---- | -- | --------------------- | ------------------------ | -------------------- | ---- | --------- | ------- | ----- |
| 1º   | 54 | Toprak Razgatlıoğlu   | Turkish Puccetti Racing  | Kawasaki ZX-10RR     | 21   | 34'37.686 | 16º     | 25    |
| 2º   | 1  | Jonathan Rea          | Kawasaki Racing          | Kawasaki ZX-10RR     | 21   | +0.240    | 1º      | 20    |
| 3º   | 66 | Tom Sykes             | BMW Motorrad             | BMW S1000 RR         | 21   | +6.839    | 6º      | 16    |
| 4º   | 76 | Loris Baz             | Ten Kate Racing - Yamaha | Yamaha YZF R1        | 21   | +8.497    | 5º      | 13    |
| 5º   | 19 | Álvaro Bautista       | Aruba.it Racing - Ducati | Ducati Panigale V4 R | 21   | +9.368    | 14º     | 11    |
| 6º   | 22 | Alex Lowes            | Pata Yamaha              | Yamaha YZF R1        | 21   | +15.129   | 7º      | 10    |
| 7º   | 2  | Leon Camier           | Moriwaki Althea Honda    | Honda CBR1000RR      | 21   | +25.067   | 10º     | 9     |
| 8º   | 33 | Marco Melandri        | GRT Yamaha               | Yamaha YZF R1        | 21   | +26.869   | 13º     | 8     |
| 9º   | 50 | Eugene Laverty        | Team Goeleven            | Ducati Panigale V4 R | 21   | +32.091   | 8º      | 7     |
| 10º  | 11 | Sandro Cortese        | GRT Yamaha               | Yamaha YZF R1        | 21   | +32.823   | 17º     | 6     |
| 11º  | 81 | Jordi Torres          | Pedercini Racing         | Kawasaki ZX-10RR     | 21   | +35.409   | 20º     | 5     |
| 12º  | 36 | Leandro Mercado       | Orelac Racing VerdNatura | Kawasaki ZX-10RR     | 21   | +41.945   | 18º     | 4     |
| 13º  | 60 | Michael van der Mark  | Pata Yamaha              | Yamaha YZF R1        | 21   | +46.640   | 2º      | 3     |
| 14º  | 21 | Michael Ruben Rinaldi | Barni Racing             | Ducati Panigale V4 R | 21   | +1'03.136 | 4º      | 2     |
| 15º  | 52 | Alessandro Delbianco  | Althea Mie Racing        | Honda CBR1000RR      | 21   | +1'07.315 | 12º     | 1     |
| 16º  | 28 | Markus Reiterberger   | BMW Motorrad             | BMW S1000 RR         | 21   | +1'07.679 | 19º     |       |
| 17º  | 20 | Sylvain Barrier       | Brixx Performance        | Ducati Panigale V4 R | 21   | +1'08.300 | 15º     |       |
| 18º  | 23 | Ryūichi Kiyonari      | Moriwaki Althea Honda    | Honda CBR1000RR      | 21   | +1'11.449 | 9º      |       |

#### Ritirati
| Nº | Pilota      | Squadra                  | Motocicletta         | Giri | Griglia |
| -- | ----------- | ------------------------ | -------------------- | ---- | ------- |
| 91 | Leon Haslam | Kawasaki Racing          | Kawasaki ZX-10RR     | 16   | 3º      |
| 7  | Chaz Davies | Aruba.it Racing - Ducati | Ducati Panigale V4 R | 4    | 11º     |

### Gara Superpole

#### Arrivati al traguardo
| Pos. | Nº | Pilota                | Squadra                  | Motocicletta         | Giri | Tempo     | Griglia | Punti |
| ---- | -- | --------------------- | ------------------------ | -------------------- | ---- | --------- | ------- | ----- |
| 1º   | 54 | Toprak Razgatlıoğlu   | Turkish Puccetti Racing  | Kawasaki ZX-10RR     | 10   | 16'17.186 | 16º     | 12    |
| 2º   | 1  | Jonathan Rea          | Kawasaki Racing          | Kawasaki ZX-10RR     | 10   | +0.319    | 1º      | 9     |
| 3º   | 60 | Michael van der Mark  | Pata Yamaha              | Yamaha YZF R1        | 10   | +1.486    | 2º      | 7     |
| 4º   | 7  | Chaz Davies           | Aruba.it Racing - Ducati | Ducati Panigale V4 R | 10   | +2.384    | 11º     | 6     |
| 5º   | 19 | Álvaro Bautista       | Aruba.it Racing - Ducati | Ducati Panigale V4 R | 10   | +4.964    | 14º     | 5     |
| 6º   | 22 | Alex Lowes            | Pata Yamaha              | Yamaha YZF R1        | 10   | +5.657    | 7º      | 4     |
| 7º   | 76 | Loris Baz             | Ten Kate Racing - Yamaha | Yamaha YZF R1        | 10   | +8.759    | 5º      | 3     |
| 8º   | 66 | Tom Sykes             | BMW Motorrad             | BMW S1000 RR         | 10   | +9.219    | 6º      | 2     |
| 9º   | 91 | Leon Haslam           | Kawasaki Racing          | Kawasaki ZX-10RR     | 10   | +10.130   | 3º      | 1     |
| 10º  | 21 | Michael Ruben Rinaldi | Barni Racing             | Ducati Panigale V4 R | 10   | +12.807   | 4º      |       |
| 11º  | 11 | Sandro Cortese        | GRT Yamaha               | Yamaha YZF R1        | 10   | +13.992   | 17º     |       |
| 12º  | 33 | Marco Melandri        | GRT Yamaha               | Yamaha YZF R1        | 10   | +16.423   | 13º     |       |
| 13º  | 50 | Eugene Laverty        | Team Goeleven            | Ducati Panigale V4 R | 10   | +17.810   | 8º      |       |
| 14º  | 36 | Leandro Mercado       | Orelac Racing VerdNatura | Kawasaki ZX-10RR     | 10   | +17.963   | 18º     |       |
| 15º  | 81 | Jordi Torres          | Pedercini Racing         | Kawasaki ZX-10RR     | 10   | +18.269   | 20º     |       |
| 16º  | 2  | Leon Camier           | Moriwaki Althea Honda    | Honda CBR1000RR      | 10   | +18.701   | 10º     |       |
| 17º  | 28 | Markus Reiterberger   | BMW Motorrad             | BMW S1000 RR         | 10   | +20.706   | 19º     |       |
| 18º  | 20 | Sylvain Barrier       | Brixx Performance        | Ducati Panigale V4 R | 10   | +33.922   | 15º     |       |
| 19º  | 52 | Alessandro Delbianco  | Althea Mie Racing        | Honda CBR1000RR      | 10   | +34.075   | 12º     |       |
| 20º  | 23 | Ryūichi Kiyonari      | Moriwaki Althea Honda    | Honda CBR1000RR      | 10   | +58.296   | 9º      |       |

### Gara 2

#### Arrivati al traguardo
| Pos. | Nº | Pilota                | Squadra                  | Motocicletta         | Giri | Tempo     | Griglia | Punti |
| ---- | -- | --------------------- | ------------------------ | -------------------- | ---- | --------- | ------- | ----- |
| 1º   | 1  | Jonathan Rea          | Kawasaki Racing          | Kawasaki ZX-10RR     | 21   | 34'26.280 | 2º      | 25    |
| 2º   | 60 | Michael van der Mark  | Pata Yamaha              | Yamaha YZF R1        | 21   | +0.862    | 3º      | 20    |
| 3º   | 22 | Alex Lowes            | Pata Yamaha              | Yamaha YZF R1        | 21   | +1.702    | 6º      | 16    |
| 4º   | 7  | Chaz Davies           | Aruba.it Racing - Ducati | Ducati Panigale V4 R | 21   | +4.014    | 4º      | 13    |
| 5º   | 76 | Loris Baz             | Ten Kate Racing - Yamaha | Yamaha YZF R1        | 21   | +4.989    | 7º      | 11    |
| 6º   | 33 | Marco Melandri        | GRT Yamaha               | Yamaha YZF R1        | 21   | +19.939   | 15º     | 10    |
| 7º   | 91 | Leon Haslam           | Kawasaki Racing          | Kawasaki ZX-10RR     | 21   | +20.130   | 9º      | 9     |
| 8º   | 66 | Tom Sykes             | BMW Motorrad             | BMW S1000 RR         | 21   | +20.305   | 8º      | 8     |
| 9º   | 2  | Leon Camier           | Moriwaki Althea Honda    | Honda CBR1000RR      | 21   | +26.564   | 13º     | 7     |
| 10º  | 81 | Jordi Torres          | Pedercini Racing         | Kawasaki ZX-10RR     | 21   | +27.855   | 20º     | 6     |
| 11º  | 36 | Leandro Mercado       | Orelac Racing VerdNatura | Kawasaki ZX-10RR     | 21   | +30.190   | 18º     | 5     |
| 12º  | 50 | Eugene Laverty        | Team Goeleven            | Ducati Panigale V4 R | 21   | +32.283   | 11º     | 4     |
| 13º  | 20 | Sylvain Barrier       | Brixx Performance        | Ducati Panigale V4 R | 21   | +48.000   | 16º     | 3     |
| 14º  | 23 | Ryūichi Kiyonari      | Moriwaki Althea Honda    | Honda CBR1000RR      | 21   | +48.298   | 12º     | 2     |
| 15º  | 28 | Markus Reiterberger   | BMW Motorrad             | BMW S1000 RR         | 21   | +48.703   | 19º     | 1     |
| 16º  | 52 | Alessandro Delbianco  | Althea Mie Racing        | Honda CBR1000RR      | 21   | +54.384   | 14º     |       |
| 17º  | 21 | Michael Ruben Rinaldi | Barni Racing             | Ducati Panigale V4 R | 18   | +3 giri   | 10º     |       |

#### Ritirati
| Nº | Pilota              | Squadra                  | Motocicletta         | Giri | Griglia |
| -- | ------------------- | ------------------------ | -------------------- | ---- | ------- |
| 11 | Sandro Cortese      | GRT Yamaha               | Yamaha YZF R1        | 10   | 17º     |
| 19 | Álvaro Bautista     | Aruba.it Racing - Ducati | Ducati Panigale V4 R | 2    | 5º      |
| 54 | Toprak Razgatlıoğlu | Turkish Puccetti Racing  | Kawasaki ZX-10RR     | 1    | 1º      |

### Supersport

#### Arrivati al traguardo
| Pos. | Nº | Pilota                | Squadra                      | Motocicletta     | Giri | Tempo     | Griglia | Punti |
| ---- | -- | --------------------- | ---------------------------- | ---------------- | ---- | --------- | ------- | ----- |
| 1º   | 44 | Lucas Mahias          | Kawasaki Puccetti Racing     | Kawasaki ZX-6R   | 12   | 20'35.530 | 5º      | 25    |
| 2º   | 32 | Isaac Viñales         | Kallio Racing                | Yamaha YZF R6    | 12   | +0.264    | 9º      | 20    |
| 3º   | 86 | Ayrton Badovini       | Pedercini Racing             | Kawasaki ZX-6R   | 12   | +1.050    | 3º      | 16    |
| 4º   | 3  | Raffaele De Rosa      | MV Agusta Reparto Corse      | MV Agusta F3 675 | 12   | +1.388    | 13º     | 13    |
| 5º   | 78 | Hikari Ōkubo          | Kawasaki Puccetti Racing     | Kawasaki ZX-6R   | 12   | +2.166    | 7º      | 11    |
| 6º   | 16 | Jules Cluzel          | GMT94 Yamaha                 | Yamaha YZF R6    | 12   | +3.205    | 2º      | 10    |
| 7º   | 94 | Corentin Perolari     | GMT94 Yamaha                 | Yamaha YZF R6    | 12   | +4.748    | 8º      | 9     |
| 8º   | 36 | Thomas Gradinger      | Kallio Racing                | Yamaha YZF R6    | 12   | +5.504    | 21º     | 8     |
| 9º   | 11 | Kyle Smith            | Pedercini Racing             | Kawasaki ZX-6R   | 12   | +6.569    | 1º      | 7     |
| 10º  | 56 | Péter Sebestyén       | CIA Landlord Insurance Honda | Honda CBR600RR   | 12   | +6.674    | 10º     | 6     |
| 11º  | 38 | Hannes Soomer         | MPM WILSport Racedays        | Honda CBR600RR   | 12   | +8.678    | 16º     | 5     |
| 12º  | 95 | Jules Danilo          | CIA Landlord Insurance Honda | Honda CBR600RR   | 12   | +20.774   | 12º     | 4     |
| 13º  | 84 | Loris Cresson         | Kallio Racing                | Yamaha YZF R6    | 12   | +20.953   | 22º     | 3     |
| 14º  | 4  | Christian Stange      | Gemar - Ciociaria Corse      | Honda CBR600RR   | 12   | +21.497   | 26º     | 2     |
| 15º  | 48 | Xavier Navand         | Altogoo Racing               | Yamaha YZF R6    | 12   | +28.584   | 25º     | 1     |
| 16º  | 31 | Daniel Valle          | MS Racing                    | Yamaha YZF R6    | 12   | +28.862   | 23º     |       |
| 17º  | 69 | Guillaume Pot         | MHP Racing-Patrick Pons      | Yamaha YZF R6    | 12   | +31.195   | 24º     |       |
| 18º  | 74 | Jaimie van Sikkelerus | MPM WILSport Racedays        | Honda CBR600RR   | 12   | +31.462   | 18º     |       |

#### Ritirati
| Nº | Pilota              | Squadra                  | Motocicletta     | Giri | Griglia |
| -- | ------------------- | ------------------------ | ---------------- | ---- | ------- |
| 47 | Rob Hartog          | Hartog - Against Cancer  | Kawasaki ZX-6R   | 5    | 15º     |
| 64 | Federico Caricasulo | Bardahl Evan Bros.       | Yamaha YZF R6    | 5    | 4º      |
| 61 | Gabriele Ruiu       | Team Toth                | Yamaha YZF R6    | 5    | 14º     |
| 21 | Randy Krummenacher  | Bardahl Evan Bros.       | Yamaha YZF R6    | 0    | 6º      |
| 30 | Glenn van Straalen  | EAB Racing               | Kawasaki ZX-6R   | 0    | 11º     |
| 10 | Nacho Calero        | Orelac Racing VerdNatura | Kawasaki ZX-6R   | 0    | 19º     |
| 22 | Federico Fuligni    | MV Agusta Reparto Corse  | MV Agusta F3 675 | 0    | 20º     |
| 9  | Maximilian Bau      | GMT94 Yamaha             | Yamaha YZF R6    | 0    | 17º     |

### Supersport 300

#### Arrivati al traguardo
| Pos. | Nº | Pilota                 | Squadra                                  | Motocicletta       | Giri | Tempo     | Griglia | Punti |
| ---- | -- | ---------------------- | ---------------------------------------- | ------------------ | ---- | --------- | ------- | ----- |
| 1º   | 1  | Ana Carrasco           | Kawasaki Provec                          | Kawasaki Ninja 400 | 12   | 23'02.800 | 2º      | 25    |
| 2º   | 18 | Manuel González        | Kawasaki ParkinGO                        | Kawasaki Ninja 400 | 12   | +0.233    | 14º     | 20    |
| 3º   | 95 | Scott Deroue           | Motoport Kawasaki                        | Kawasaki Ninja 400 | 12   | +0.430    | 1º      | 16    |
| 4º   | 25 | Andy Verdoïa           | BCD Yamaha MS Racing                     | Yamaha YZF-R3      | 12   | +0.586    | 3º      | 13    |
| 5º   | 55 | Galang Hendra Pratama  | Semakin Di Depan Biblion Motoxracing     | Yamaha YZF-R3      | 12   | +4.130    | 4º      | 11    |
| 6º   | 57 | Livio Loi              | 2R Racing                                | Kawasaki Ninja 400 | 12   | +7.608    | 29º     | 10    |
| 7º   | 88 | Bruno Ieraci           | Kawasaki GP Project                      | Kawasaki Ninja 400 | 12   | +7.840    | 12º     | 9     |
| 8º   | 69 | Jeffrey Buis           | MTM Racing                               | Kawasaki Ninja 400 | 12   | +8.061    | 5º      | 8     |
| 9º   | 72 | Victor Steeman         | Freudenberg KTM Junior                   | KTM RC 390 R       | 12   | +10.833   | 20º     | 7     |
| 10º  | 22 | Mykyta Kalinin         | Nutec - RT Motorsports by SKM - Kawasaki | Kawasaki Ninja 400 | 12   | +11.047   | 8º      | 6     |
| 11º  | 42 | Marc García            | DS Junior                                | Kawasaki Ninja 400 | 12   | +11.273   | 22º     | 5     |
| 12º  | 7  | Eliton Gohara Kawakami | BCD Yamaha MS Racing                     | Yamaha YZF-R3      | 12   | +13.801   | 10º     | 4     |
| 13º  | 13 | Dino Iozzo             | Kawasaki GP Project                      | Kawasaki Ninja 400 | 12   | +18.538   | 15º     | 3     |
| 14º  | 46 | Samuel Di Sora         | Flembbo Leader                           | Kawasaki Ninja 400 | 12   | +18.733   | 18º     | 2     |
| 15º  | 97 | Maximilian Kappler     | Freudenberg KTM                          | KTM RC 390 R       | 12   | +19.207   | 9º      | 1     |
| 16º  | 64 | Hugo De Cancellis      | Trasimeno Yamaha                         | Yamaha YZF-R3      | 12   | +19.264   | 30º     |       |
| 17º  | 27 | Filippo Rovelli        | Kawasaki ParkinGO                        | Kawasaki Ninja 400 | 12   | +19.312   | 6º      |       |
| 18º  | 78 | Joseph Foray           | Prodina Ircos Kawasaki                   | Kawasaki Ninja 400 | 12   | +19.451   | 11º     |       |
| 19º  | 10 | Unai Orradre           | BCD Yamaha MS Racing                     | Yamaha YZF-R3      | 12   | +19.555   | 17º     |       |
| 20º  | 23 | Paolo Giacomini        | Kawasaki GP Project                      | Kawasaki Ninja 400 | 12   | +19.867   | 27º     |       |
| 21º  | 41 | Jan-Ole Jähnig         | Freudenberg KTM Junior                   | KTM RC 390 R       | 12   | +23.742   | 28º     |       |
| 22º  | 61 | Yuta Okaya             | DS Junior                                | Kawasaki Ninja 400 | 12   | +24.176   | 19º     |       |
| 23º  | 54 | Bahattin Sofuoğlu      | Turkish Puccetti Racing by TSM           | Kawasaki Ninja 400 | 12   | +25.586   | 16º     |       |
| 24º  | 64 | Kevin Sabatucci        | Trasimeno Yamaha                         | Yamaha YZF-R3      | 12   | +29.277   | 36º     |       |
| 25º  | 21 | Borja Sánchez          | Scuderia Maranga Racing                  | Kawasaki Ninja 400 | 12   | +29.859   | 24º     |       |
| 26º  | 15 | Manuel Bastianelli     | Prodina Ircos Kawasaki                   | Kawasaki Ninja 400 | 11   | +29.963   | 23º     |       |
| 27º  | 31 | Toni Erhard            | Freudenberg KTM                          | KTM RC 390 R       | 12   | +30.531   | 32º     |       |
| 28º  | 36 | Beatriz Neila          | BCD Yamaha MS Racing                     | Yamaha YZF-R3      | 12   | +30.732   | 31º     |       |
| 29º  | 14 | Enzo de la Vega        | MHP Racing-Patrick Pons                  | Yamaha YZF-R3      | 12   | +38.597   | 34º     |       |
| 30º  | 65 | Jacopo Facco           | Semakin Di Depan Biblion Motoxracing     | Yamaha YZF-R3      | 12   | +42.938   | 33º     |       |

#### Ritirati
| Nº | Pilota                   | Squadra                                 | Motocicletta       | Giri | Griglia |
| -- | ------------------------ | --------------------------------------- | ------------------ | ---- | ------- |
| 39 | Jose Luis Perez Gonzalez | DS Junior                               | Kawasaki Ninja 400 | 11   | 7º      |
| 8  | Mika Pérez               | Carl Cox-RT Motorsports by SKM-Kawasaki | Kawasaki Ninja 400 | 7    | 35º     |
| 68 | Jarno Ioverno            | Terra e Moto                            | Yamaha YZF-R3      | 6    | 26º     |
| 66 | Dion Otten               | Scuderia Maranga Racing                 | Kawasaki Ninja 400 | 2    | 13º     |
| 71 | Tom Edwards              | Kawasaki ParkinGO                       | Kawasaki Ninja 400 | 0    | 21º     |
| 17 | Koen Meuffels            | Kawasaki Motoport                       | Kawasaki Ninja 400 | 0    | 25º     |